# 新營服務區
新營服務區是臺灣的一座國道服務區，地處台南市後壁區竹新里，里程指標為中山高速公路284.2k，是中山高速公路自基隆端以來的第五個服務區，分為南下、北上兩站，之間設有人行陸橋相互貫通，本服務區具有東南亞最大噴水池的美景特色。

## 簡介
目前新營服務區的經營廠商為全家便利商店股份有限公司，該公司於2013年7月首次參加高公局國道服務區經營權標案，標得國道1號新營服務區經營權，合約6年（至2019年2月28日），預估每年業績可增1.5億。2013年3月至7月間新營服務區已重新裝修，於2013年7月26日重新開幕。
2022年5月，全家便利商店參加「國道1號新營服務區營運移轉案」，被高公局評選為最優申請人，並再次標得本服務區經營權，合約8年（至2031年3月1日止）。

## 設施
南北向兩區在出口處均設24小時台灣中油加油站，2024年設立電動車的充電站，支援CCS1與CCS2規格充電樁，並設有大客車專用充電樁。
2012年起在北上站試辦駕駛人休息室，讓駕駛人可短暫睡眠及沐浴，以避免疲勞駕駛釀成事故。

## 聯外便道
因國道電子計程收費系統（eTag）實施，為了國道計程收費的公平性，新營服務區聯外便道在2013年底封閉，只留小通道讓服務區員工騎乘機車進出。而在便道封閉一年多後，經由立法委員和台南市議員向高公局和台南市政府協調後，高公局終於同意於2015年2月17日恢復便道通行。
台南市政府工務局為因應便道重新開放通車，於是重新鋪設新營服務區雙向聯外便道的柏油路面，以及設立交通路牌、號誌。
新營服務區聯外便道重新開放通行後，後壁地區民眾不用再繞遠路上中山高速公路。

## 基本資料
- 位置：中山高速公路284K+200處
- 地址
  - 北上：台南市後壁區竹新里新厝72號
  - 南下：台南市後壁區竹新里新厝69號
- 電話：(06)6321750

## 營業額
以下為新營服務區自2006年以來之年營業額，其中2006年與2007年之年營業額未含營業稅：
|  | 由于已知的技术原因，图表暂时不可用。带来不便，我们深表歉意。 |

|  | 由于已知的技术原因，图表暂时不可用。带来不便，我们深表歉意。 |

## 未來
由於服務區空間及停車數量漸趨飽和、區內建物生命週期日高，擬規劃進行整體服務區重置；主要對賣場建築物改建、行車動線及停車場予以改善。

## 外部連結
- 南區養護工程分局新營服務區
- 國道1號 新營南下服務區 即時影像 - 高速公路資訊網
- 國道1號 新營北上服務區 即時影像 - 高速公路資訊網 （页面存档备份，存于）